# Geschichte der Stadt Hagen
Hagen ist eine kreisfreie Großstadt an der Schwelle vom Sauerland zum östlichen Ruhrgebiet, Nordrhein-Westfalen.

## Geschichte – politisch und historisch

### Ur- und Frühgeschichte
Seit der Eiszeit wird der Raum Hagen von Menschen bewohnt. Zahlreiche archäologische Funde belegen eine „Besiedlung“ seit der mittleren Altsteinzeit, der Kulturstufe des Neandertalers. In Höhlen und auf den Flussterrassen von Ruhr, Lenne, Ennepe und Volme finden sich zahlreiche überregional wichtige Bodenfunde und Siedlungsspuren von der Altsteinzeit über die Mittelsteinzeit und Jungsteinzeit bis zur Bronzezeit, Eisenzeit und Völkerwanderungszeit.
In einem Seitental der Lenne bei Hagen-Holthausen wurden in der „Blätterhöhle“ bedeutende Knochenfunde von steinzeitlichen Menschen gemacht, darunter die Skelettreste von mindestens zwei der frühesten anatomisch modernen Menschen in Westfalen und im Ruhrgebiet. Diese menschlichen Überreste sind nach Radiocarbonanalysen an den Universitäten in Kiel und Oxford über 10.700 Jahre alt und stammen aus dem frühen Mesolithikum des älteren Holozän. In Europa gehören sie zu den wenigen überlieferten Menschenresten aus diesem Zeitabschnitt.
In der „Blätterhöhle“ wurden auch zahlreiche Skelettreste von Menschen der Michelsberger Kultur entdeckt, darunter das fast vollständige Skelett einer jungen Frau im Alter von 17 bis 22 Jahren. Untersuchungen ergaben ein Alter von rund 5600 Jahren. Diese jungsteinzeitlichen Menschenreste, die vermutlich zu Bestattungen gehören, zählen in Europa zu den seltenen archäologischen Relikten.
Die Funde in der „Blätterhöhle“ werden seit 2004 von einem internationalen Wissenschaftlerteam erforscht und sind anhand von ausgewählten Objekten im Museum für Ur- und Frühgeschichte im Wasserschloss Werdringen zu sehen, zusammen mit anderen wichtigen archäologischen Funden der Region.

### Mittelalter
Im Jahre 775 wurde die nahe der Hagener Stadtgrenze zu Dortmund über der Ruhr-Lennemündung gelegene „sächsische“ Hohensyburg (Sigiburg) durch Truppen Kaiser Karls des Großen erobert. Mit der Überlieferung dieser Eroberung in den „Annales Laureshamenses“ (Lorscher Annalen) tritt der Raum Hagen in die Geschichtsschreibung.
Erste Schriftquellen, die sich direkt auf Hagen beziehen, datieren in das 12. Jahrhundert, als Hagen kurkölnischer Besitz und ein Kirchspiel in der Herrschaft Volmarstein war.
Die Johanniskirche (Stadtzentrum) wird häufig mit der (historisch falschen) Vorstellung von einer karolingischen „Urpfarre“ der Christianisierung im 8. Jahrhundert in Verbindung gebracht. Hier soll sich die „Urkirche“ der Region befunden haben. Tatsächlich lässt sich die Kirche anhand von Schriftquellen und archäologischen Befunden frühestens in das 12. Jahrhundert datieren. Ein System von „Urpfarren“ hat es wohl nicht gegeben; die These beruht auf postum veröffentlichten Arbeitshypothesen des westfälischen Landeshistorikers Albert K. Hömberg.
Bis 1288 sicherte die Raffenburg bei Hagen-Holthausen die Grenze des kurkölnischen Territoriums zur Grafschaft Limburg und zur Grafschaft Mark. Im Frühjahr 1288 wurde die Raffenburg durch Truppen des Grafen Eberhard II. von der Mark erobert und später teilweise geschleift.
Nach der Eroberung der Burg Volmarstein im Jahr 1324 wurde Hagen ein Teil der Grafschaft Mark, die Anfang des 15. Jahrhunderts den Herzögen von Kleve-Mark gehörte.
Im Mittelalter war das Dorf und Kirchspiel Hagen relativ unbedeutend und stand politisch, wirtschaftlich und gesellschaftlich unwichtig dar im Vergleich zu den märkischen Stadtgründungen im Umland sowie zu der benachbarten Grafschaft Limburg. Laut dem Schatzbuch der Grafschaft Mark von 1486 hatten in der Bauerschaft (Burschop) Hagen die 23 Steuerpflichtigen zwischen ½ Goldgulden und zehn Goldgulden Abgabe zu leisten. Außerdem gab es im Hagener Kirchspiel und Gericht die Bauerschaften Bathey, Bölling, Büdding (Bryen burschop), Boele, Dahl, Delstern, Eckesey, Eppenhausen, Eilpe, Fley, Halden, Haßley, Haspe, Hengstey, Herbeck, Kalthausen, Waldbauer, Wehringhausen, Voerde und Vorhalle.

### Frühe Neuzeit
1609/1666 kamen Gericht und Kirchspiel Hagen durch Erbfolge zu Brandenburg-Preußen. Im Dreißigjährigen Krieg erfolgten zahlreiche Plünderungen sowie 1636 eine große Pestepidemie, der allein im Kirchspiel und Gericht Hagen Tausende von Menschen zum Opfer fielen.
Durch die Gründung einer Klingenschmiede in Hagen-Eilpe 1661 mit Genehmigung des Kurfürsten Friedrich Wilhelm von Brandenburg wurde die wirtschaftliche, gesellschaftliche und politische Entwicklung gefördert.
Seit dem 15./16. Jahrhundert entstanden im Ennepetal zwischen Wehringhausen, Haspe und Gevelsberg sowie im Volmetal zwischen Eilpe und Dahl mehrere mit Wasserkraft betriebene Hammerwerke und Schmieden.
Im 17. Jahrhundert wurden auf der sogenannten Ennepestraße zwischen Gevelsberg und Wehringhausen zahlreiche Sensenschmieden gegründet, die bis in das 19. Jahrhundert ein bestimmender Gewerbezweig blieben. Die Sensenschmiede waren zur Mitte des 17. Jahrhunderts genau wie die Klingenschmiede in Eilpe aus dem bergischen Land eingewandert.
1699 vernichtete ein Großfeuer zahlreiche Häuser in Hagen, das in einer Quelle, die heute in der Dauerausstellung des Historischen Centrums Hagen zu sehen ist, aus dem Jahre 1697 von den „Vorstehern“ und „Eingesessenen“ noch als Dorf bezeichnet wurde.

### Neuzeit
Um 1705 war Hagen ein Flecken im Gericht Hagen, Amt Wetter. Ein Brand zerstörte 1724 einen Großteil der Gebäude. Daraufhin erfolgte der Wiederaufbau, der von der preußischen Regierung unterstützt und gefördert wurde.
1717, damals zählte der Flecken 675 Einwohner, erhielt Hagen eine Akzise, 1731 ein „Rathäusliches Reglement“. Hagen besitzt seit dem 3. September 1746 aufgrund eines von König Friedrich II. von Preußen bestätigten Reskripts Stadtrechte.
Seit Mitte des 18. Jahrhunderts erfolgte eine wirtschaftliche und gesellschaftliche Fortentwicklung, die durch Kriegsfolgen, wie 1756–1762 im Siebenjährigen Krieg, gestört wurde.
Von 1807 bis 1813 war Hagen in der Zeit der französischen Herrschaft als Hauptstadt des Arrondissements Hagen dem Ruhrdepartement im Großherzogtum Berg angegliedert. Sie hatte den Rang einer Munizipalität bzw. Unterpräfektur.
Nach dem endgültigen Übergang an Preußen wurde Hagen 1817 Sitz eines Amtes und eines Kreises innerhalb des Regierungsbezirks Arnsberg. 1837 wurde die revidierte Städteordnung und ein Magistrat eingeführt.
Während der Revolution 1848/49 beteiligten sich Revolutionäre aus Hagen maßgeblich am Aufstand in Iserlohn im Mai 1849. Nach der blutigen Niederschlagung des Aufstandes durch preußische Truppen flüchteten sich viele Revolutionäre, wie z. B. Caspar Butz, in das Ausland.

### Neueste Geschichte und Zeitgeschichte

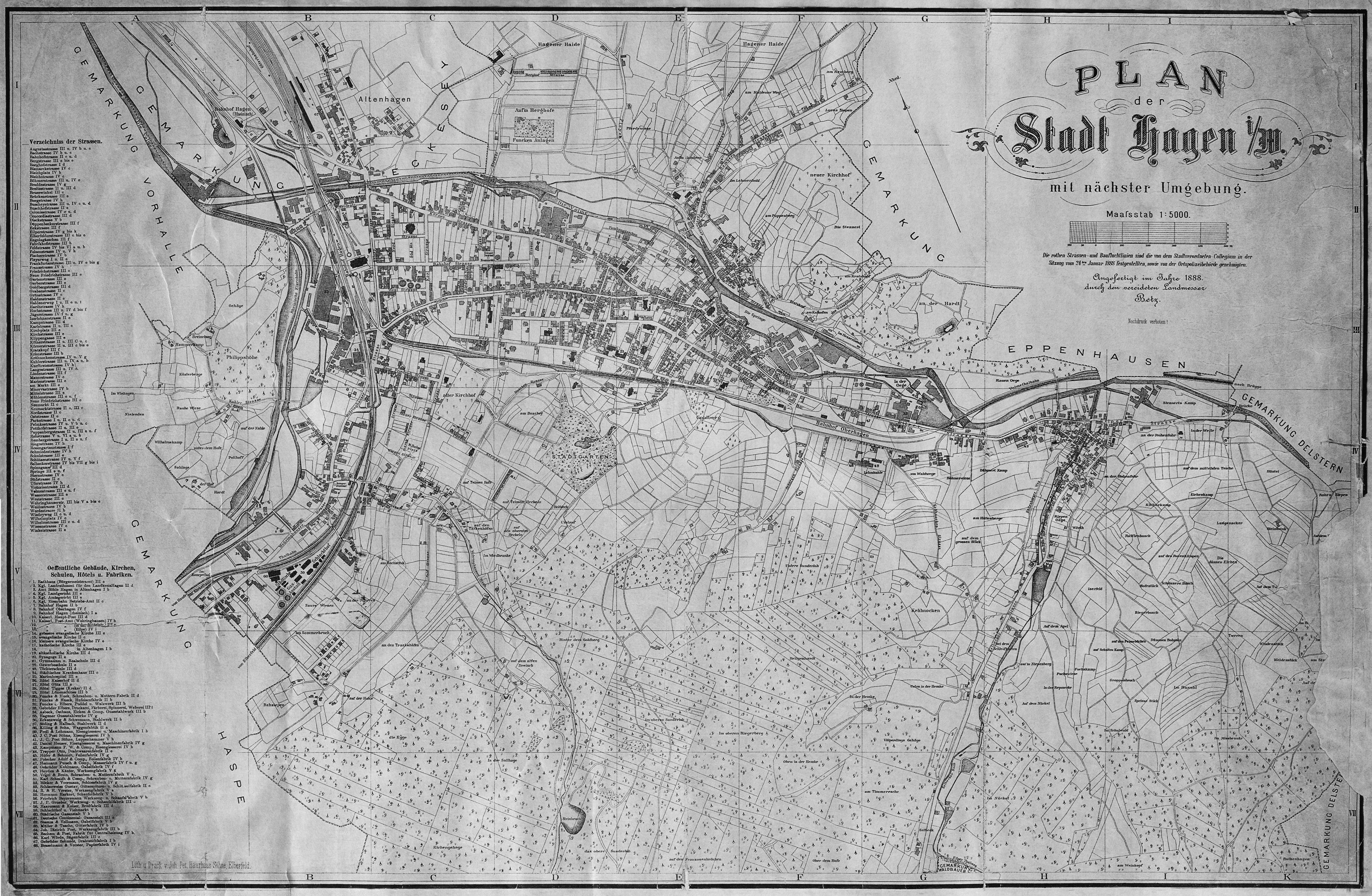
Plan der Stadt Hagen von 1888

Im Jahr 1887 schied Hagen verwaltungsrechtlich aus dem Kreis Hagen aus, wurde eine kreisfreie Stadt. Die Einwohnerzahl der Stadt überschritt am 13. Februar 1928 die 100.000-Grenze und machte Hagen zur Großstadt.
Nach der Reichsgründung 1871 erlebte Hagen mit der Hochindustrialisierung in Deutschland bis zum Beginn des Ersten Weltkriegs im August 1914 eine Blütezeit. Die Stadt entwickelte sich durch die Urbanisierung zum Oberzentrum für die gesamte Region. Der Erste Weltkrieg beendete diesen Aufschwung und in der Weimarer Republik konnte Hagen an die Situation vor 1914 nicht mehr anknüpfen.
Während des Kapp-Putsches 1920 war Hagen das Hauptquartier der Roten Ruhr-Armee. Andererseits existierte seit Frühjahr 1922 in Hagen eine Ortsgruppe der NSDAP. Führende Nationalsozialisten, wie Adolf Hitler, Joseph Goebbels und Rudolf Heß, besuchten seit 1925 mehrfach Hagen. Hitler und Heß wohnten dabei im Haus Busch, einem Adelssitz bei Hagen-Kabel, der bis 1928 vom späteren Obersten SA-Führer Fritz Pfeffer von Salomon bewohnt wurde.
Nach der Machtergreifung der NSDAP kam es auch in Hagen zur Verfolgung sowie Deportation der ansässigen Juden. Der Hagener Oberbürgermeister Heinrich Vetter war seit 1936 auch stellvertretender Gauleiter des NS-Gaus Westfalen-Süd mit Sitz in Bochum. Beim Novemberpogrom 1938 wurde die 1859 errichtete Synagoge an der Potthofstraße zerstört. Im Verlauf des Zweiten Weltkrieges wurde bei den Luftangriffen auf das Ruhrgebiet, besonders während der im Frühjahr 1943 begonnenen „Battle of the Ruhr“ des britischen RAF Bomber Command, auch die Hagener Innenstadt total zerstört.
Zwischen 1943 und 1945 betrieb die Gestapo-Dienststelle in Hagen eigene „Erziehungslager“, in denen ausländische Zwangsarbeiter, Juden und „jüdische Mischlinge“ sowie deutsche Widerständler inhaftiert und misshandelt wurden. Nur wenige Stunden vor dem Einmarsch der US-Truppen im April 1945 ermordeten Gestapo-Mitarbeiter in Hagen noch zahlreiche Menschen.
Die durch den raschen Wiederaufbau entstandenen „Bausünden“ wurden seit den 1990er Jahren unter anderem durch die Volmegalerie, die Neugestaltung des Bahnhofsvorplatzes und den gegen im Vergleich zur überwiegenden Mehrheit geringen Bürgerproteste in einem lokalen Volksentscheid durchgesetzten Neubauteil des Rathauses behoben.

### Aktuelle Entwicklung
Mit Stand 31. Dezember 2013 zählte Hagen 189.379 Einwohner. Im März des Jahres 2004 erhielt Hagen bundesweite Medien-Aufmerksamkeit durch die spektakulär aufgezogene Sprengung des Sparkassen-Hochhauses „Langer Oskar“. Seit September 2004 berichteten deutschsprachige und internationale Medien mehrfach über die bisher einzigartigen archäologischen Funde von rund 10.700 Jahre alten menschlichen Skelettresten, die als „älteste Westfalen“ gelten bzw. die ältesten Funde von anatomisch modernen Menschen in Westfalen und im Ruhrgebiet darstellen, in einer Karsthöhle bei Hagen.

### Eingemeindungen
Im Laufe der Geschichte wuchs die Stadt Hagen durch mehrere Eingemeindungen. Diese sind im Einzelnen:
- 1. Januar 1876: Wehringhausen und Eilpe[8]
- 1. April 1901: Delstern, Eckesey, Eppenhausen und Selbecke[8]
- 1. August 1929: Haspe, Boele, Fley, Halden, Herbeck, Holthausen und Vorhalle[8]
- 1. Januar 1970: Waldbauer[9]
- 18. Dezember 1970: Eingemeindung der Gemeinde Waldbauer auf Grund eines Gerichtsurteils nichtig
- 1. Januar 1975: Hohenlimburg, Berchum, Garenfeld, Dahl, Priorei, Rummenohl[10], Teile von Waldbauer

### Einwohnerentwicklung
Siehe auch: Einwohnerentwicklung von Hagen
1900 hatte Hagen mehr als 50.000 Einwohner. 1928 überschritt die Einwohnerzahl der Stadt die Grenze von 100.000 Einwohnern, wodurch sie zur Großstadt wurde. Bis 1964 verdoppelte sich diese Zahl auf 200.000. Am 1. Januar 1975 erreichte die Bevölkerungszahl von Hagen nach der Eingemeindung von Hohenlimburg (27.244 Einwohner 1974) und weiterer Orte mit 231.840 ihren historischen Höchststand. Am 31. Dezember 2006 betrug die „Amtliche Einwohnerzahl“ für Hagen nach Fortschreibung des Landesamtes für Datenverarbeitung und Statistik Nordrhein-Westfalen 195.671 (nur Hauptwohnsitze und nach Abgleich mit den anderen Landesämtern).

## Wirtschaftsgeschichte
Historische Entwicklung der Wirtschaft in Hagen
Die intensive Nutzung der Wasserkraft an Ruhr, Lenne, Volme und Ennepe im Hagener Raum förderte bereits vor dem 15. Jahrhundert eine bedeutende Ansiedlung von Betrieben der Metallverarbeitung. Seit dem 17./18. Jahrhundert folgten Textil- und Stahlindustrie sowie die Papierherstellung. Solinger Klingenschmiede ließen sich in Eilpe nieder (Wohn- und Arbeitsgebäude „Lange Riege“ in Hagen-Eilpe von 1665).
Friedrich Harkort gründete 1828 mit einigen anderen Aktionären die Schlebusch-Harkorter Kohlenbahn um die Kohleversorgung der Eisen- und Stahlverarbeitenden Industrie durch die nahen Steinkohlezechen in Silschede sicherzustellen. 1836/38 wurde mit dem „Markaner“, einer der ersten industriell betriebenen größeren Hochöfen zur Eisen- und Stahlerzeugung, gegründet. Im Zuge der Industrialisierung wurde Hagen 1848 an das Bergisch-Märkische Eisenbahnnetz angeschlossen und entwickelte sich zu einem wichtigen Eisenbahnknotenpunkt. Ein Jahr später gründete sich die Hasper Andreas-Brauerei; 1877 folgte die heute noch bestehende Vormann Brauerei in Dahl. In der Zwischenzeit bildeten sich aus den Fabrikbetrieben große Eisen- und Stahlwerke.
Adolph Müller gründete 1887 in Wehringhausen die Firma Büsche & Müller, die 1890 zur Accumulatoren Fabrik Aktiengesellschaft Berlin-Hagen (AFA) wurde. Das 1962 in VARTA Batterie AG umfirmierte Unternehmen entwickelte sich zu einem der weltweit größten Hersteller von Bleiakkumulatoren.
Eine weitere Erfolgsgeschichte begann 1912: Dies war das Geburtsjahr des Brandt-Zwiebacks in Haspe – wobei das Unternehmen seit 2003 wegen hoher Neuansiedlungssubventionen nur noch in Ohrdruf in Thüringen produziert. Der Firmensitz blieb in Hagen.
Wichtige Arbeitgeber sind heute eine der größten Papierfabriken der Welt, die Papierfabrik Kabel in HA-Kabel, der Bandstahlproduzent Waelzholz aus HA-Hohenlimburg, das Druckzentrum der Funke-Medien-Zeitungsverlagsgruppe in HA-Bathey und die Hochschulen (Fernuniversität in Hagen, Fachhochschule Südwestfalen, Standort Hagen).
Bergbau- und Stahlgeschichte
Wie viele andere Ruhrgebietsstädte hat auch Hagen eine entsprechende Bergbaugeschichte vorzuweisen:
Im Ruhrtal treten die ältesten Kohlenflöze (Flöz Sengsbank) des Ruhrgebiets zu Tage, beispielsweise am Kaisberg in Hagen-Vorhalle und an der Hohensyburg. Seit der Frühen Neuzeit sind im Norden von Hagen kleine Bergwerke belegt, die im Stollen- und Pingenbau die Gewinnung von Steinkohle betrieben.
Neben Steinkohlezechen existierten Bergwerke für Eisenerz, Kupfererz, Zinkerz, Bleierz, Alaunschiefer und Schwefelkies. Die Fördermengen und die Qualität dieser zahlreichen Montanbetriebe war jedoch im Vergleich zu anderen Städten eher gering. Eine genauere Auflistung ist auf der Liste der Bergwerke in Hagen zu finden.
Von 1766 bis 1780 war in Hagen das „Westfälische Bergamt“ angesiedelt, bis es anschließend nach Wetter verlegt wurde. Dort war unter anderem Friedrich Karl vom Stein als Bergrat tätig.
Aufgrund der Wanderung des Steinkohlebergbaus nach Norden kombiniert mit der geringen Abbauwürdigkeit der nur gering vorkommenden Steinkohleflöze, wurde der Abbau allerdings, im Gegensatz zu anderen Revierstädten, relativ früh eingestellt. Erst nach dem Zweiten Weltkrieg wurde aufgrund des akuten Rohstoffmangels damit begonnen, wieder Steinkohle zu fördern, allerdings nur für wenige Monate.
Zeitweise weitaus bedeutender als Papier-, Akkumulatoren und Zwiebackindustrie ist in der Hagener Industriegeschichte die über 130 Jahre währende Erzeugung von Stahl gewesen. Beispielhaft sind hier die 1982 stillgelegten Klöckner Werke Hagen, vor Ort bekannt als Hasper Hütte, zu nennen, wo an fünf Hochöfen zeitweise über 7000 Menschen arbeiteten. Bedingt durch die hohe Dichte von Ansiedelungen der Unternehmungen in der Stahl- und Eisenindustrie wurde Hagen seit den 1830er Jahren zu einem bedeutenden Industriestandort im Ruhrgebiet. Hieraus erklärt sich auch der sprunghafte Anstieg der Bevölkerung von 10.000 Einwohnern im Jahre 1865 über 100.000 Einwohner (1928) bis hin zu einer über 200.000 Einwohner zählenden Großstadt in den frühen 1960er Jahren.
Noch heute gehört die ehemalige „Stahlstadt“ Hagen in der Bandstahlerzeugung zu den führenden Standorten in Europa.
Am Niedergang der Schwerindustrie im Zuge der „Stahlkrise“ mit der Schließung der Hasper Hütte und anderer großer Industrieniederlassungen leidet die Finanzkraft der Stadt Hagen allerdings noch heute. Durch die Sanierung des ehemaligen Hüttengeländes und die Ausweitung neuer Gewerbeflächen im Lennetal ist seit den 1970er Jahren Platz für die Ansiedlung von neuen Unternehmen geschaffen worden. Allerdings sind trotz Stahlkrise und Strukturwandel im Ruhrgebiets-Vergleich noch immer die meisten Metallfacharbeiter in Hagen (neben Gelsenkirchen) beschäftigt.